# Zuzara venosa
Zuzara venosa là một loài chân đều trong họ Sphaeromatidae. Loài này được Stebbing miêu tả khoa học năm 1876.